# Pselliophora cavaleriei
Pselliophora cavaleriei är en tvåvingeart som beskrevs av Alexander 1923. Pselliophora cavaleriei ingår i släktet Pselliophora och familjen storharkrankar. Inga underarter finns listade i Catalogue of Life.